# Aquilegia flabellata
Aquilegia flabellata är en ranunkelväxtart som beskrevs av Sieb. och Zucc.. Aquilegia flabellata ingår i släktet aklejor, och familjen ranunkelväxter. Inga underarter finns listade i Catalogue of Life.

## Bildgalleri

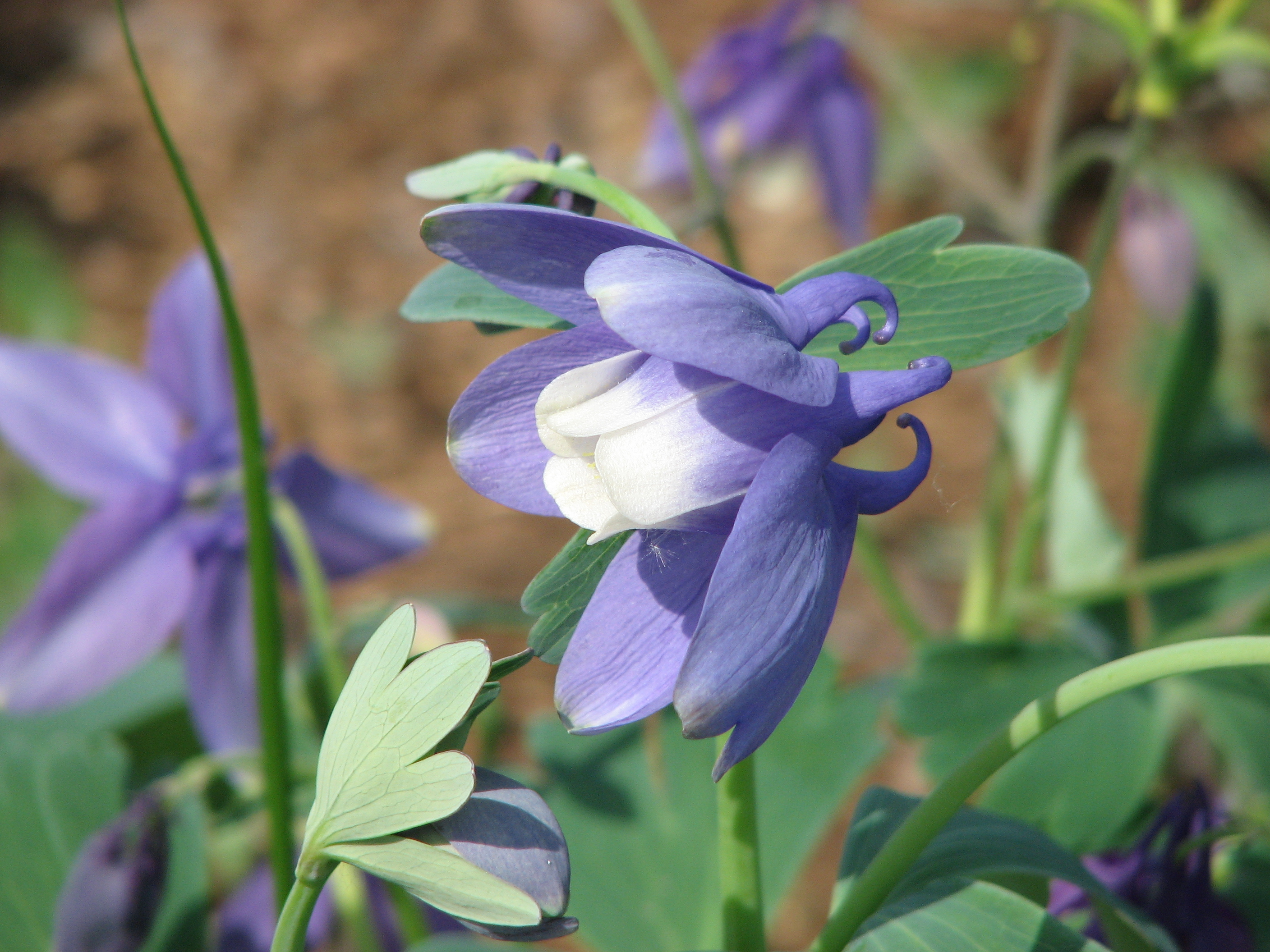
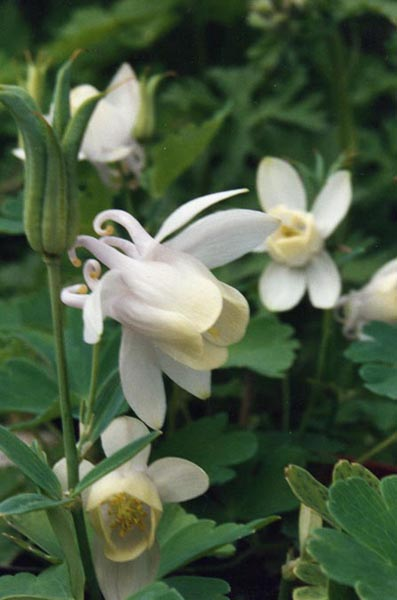
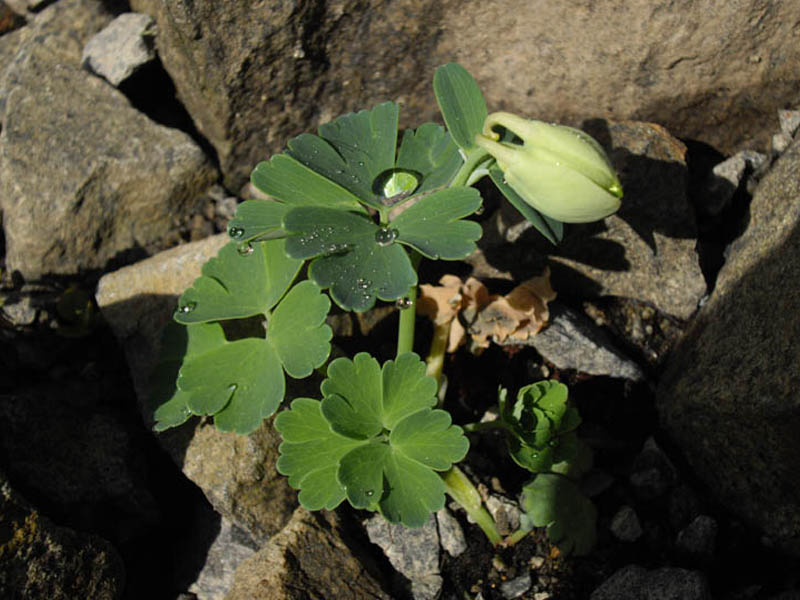
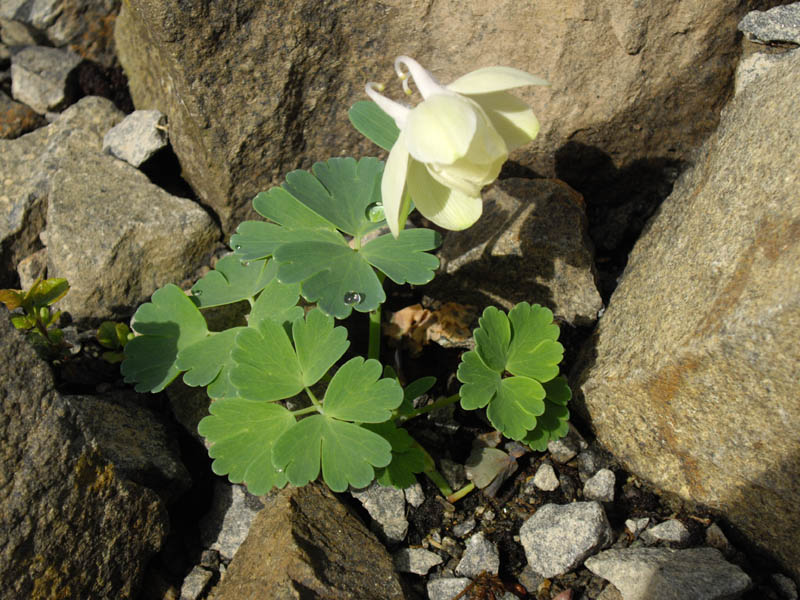
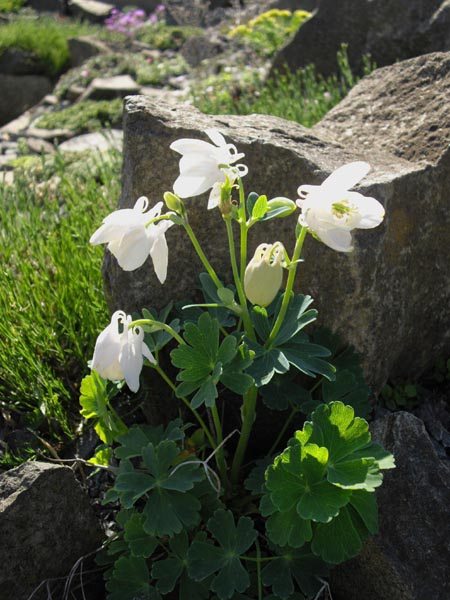
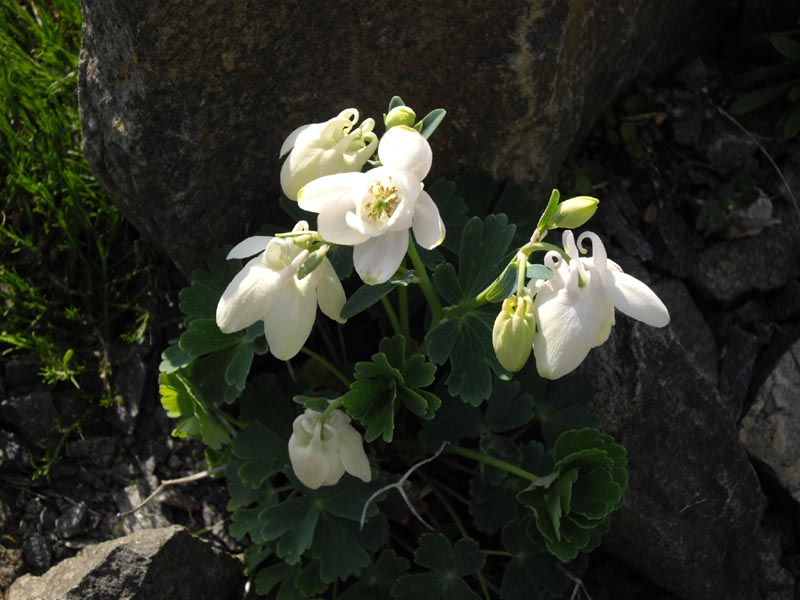